# Стріхівці

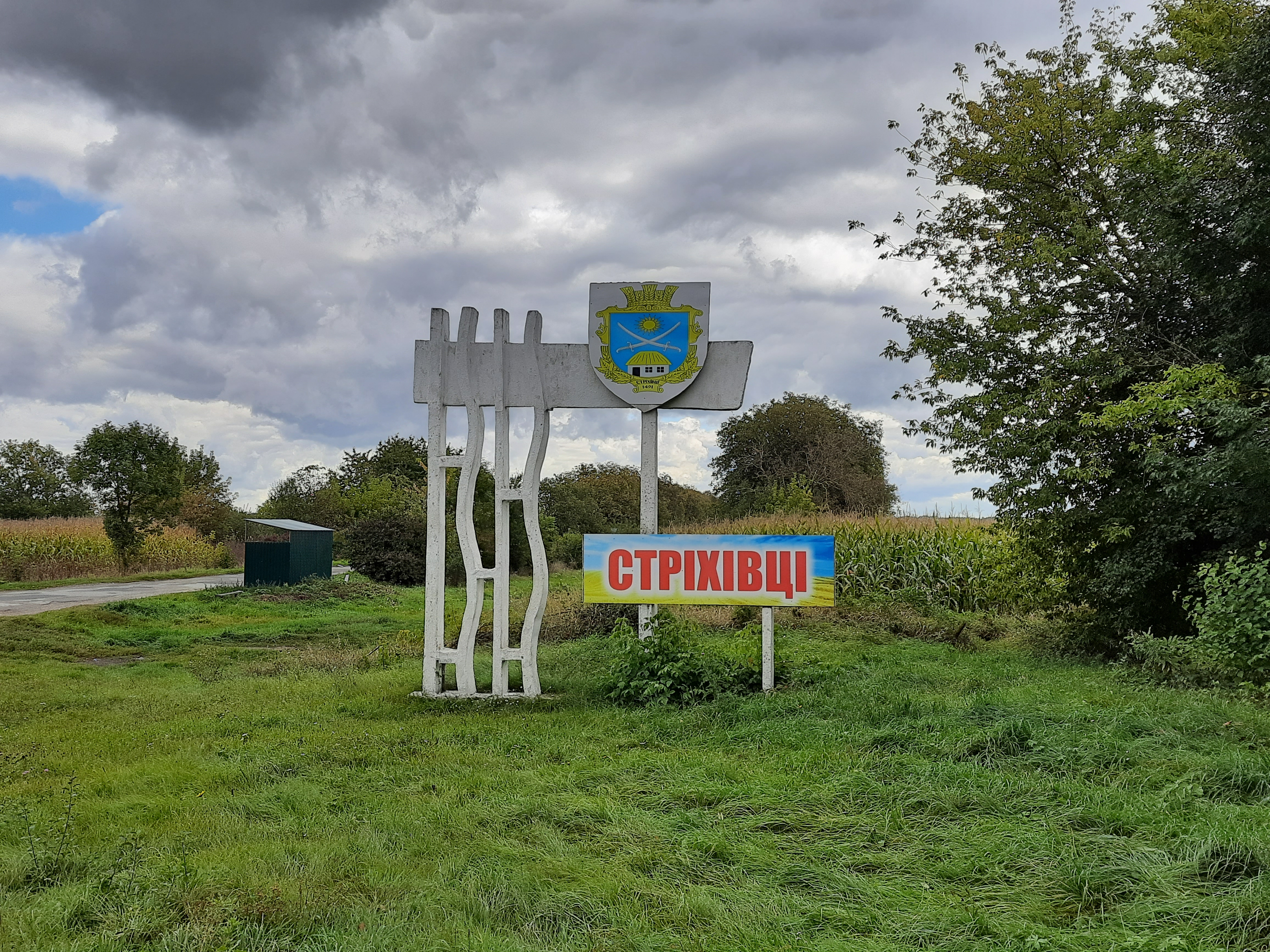
Знак при в'їзді в село

Стрі́хівці — село в Україні, у Солобковецькій сільській громаді Хмельницького району Хмельницької області. Населення становить 744 особи. 
У селі розташована ботанічна пам'ятка природи «Біогрупа екзотичних дерев».

## Історія
7 (20) листопада 1917 року, відповідно до Третього Універсалу Української Центральної Ради, увійшло до складу Української Народної Республіки.
12 червня 2020 року, відповідно до розпорядження Кабінету Міністрів України № 727-р «Про визначення адміністративних центрів та затвердження територій територіальних громад Хмельницької області», увійшло до складу Солобковецької сільської громади.
19 липня 2020 року, в результаті адміністративно-територіальної реформи та ліквідації Ярмолинецького району, село увійшло до складу новоутвореного Хмельницького району.

## Населення

### Мова
Розподіл населення за рідною мовою за даними перепису 2001 року:
| Мова            | Кількість | Відсоток |
| --------------- | --------- | -------- |
| українська      | 739       | 99.32%   |
| російська       | 3         | 0.40%    |
| білоруська      | 1         | 0.14%    |
| інші/не вказали | 1         | 0.14%    |
| Усього          | 744       | 100%     |

## Відомі люди
В селі народилися:
- Любинський Микола Михайлович — міністр закордонних справ УНР, мовознавець, жертва НКВД СССР;
- Баранов Володимир Петрович — Герой Радянського Союзу.